# Auffanggesellschaft für Kriegsteilnehmerbetriebe des Handels
Die 1941 gegründeten Auffanggesellschaften für Kriegsteilnehmerbetriebe des Handels sollten die enteigneten oder noch zu enteignenden polnischen und jüdischen Handelsbetriebe im „Generalgouvernement“ für deutsche Kriegsteilnehmer reservieren und verwalten. Gesellschafter waren die Spitzenorganisationen des Handels: Die Reichsgruppe Handel, die Wirtschaftsgruppe Groß- und Außenhandel und die Wirtschaftsgruppe Einzelhandel.

## Geschichte
Das NS-Regime erweiterte im Rahmen der Germanisierungs- und der Lebensraumpolitik den zu enteignenden Opferkreis nach dem Überfall auf Polen von den Juden auf die polnische Bevölkerung. Nach anfänglich lokal organisierten Enteignungen mussten Juden und Polen im 1939 errichteten Generalgouvernement ihren Besitz entschädigungslos an das Deutsche Reich abtreten. Erst allmählich wurde die von Hermann Göring neu gegründete Haupttreuhandstelle Ost (HTO) zur alleinigen Zentralinstitution des Vorganges, wobei die vorangegangenen Arisierungen jüdischen Vermögens im Reich, Österreich und dem Protektorat Böhmen und Mähren als Vorbild dienten. Dabei wurde die Handelsaufbau Ost GmbH der HTO mit der Verwertung und Verwaltung der Handelsbetriebe beauftragt. Von etwa 130.000 erfassten Betrieben mussten rund 100.000 geschlossen werden. 25.000 wurden aufgrund einer Vorrangregelung des Reichskommissar für die Festigung deutschen Volkstums Himmler an volksdeutsche Umsiedler vergeben, so dass es um die Jahreswende 1940/41 nur noch etwa 5.000 teilweise minderwertige noch in polnischer Hand befindliche Betriebe gab, die für verdiente Kriegsteilnehmer reserviert werden sollten. 
Dafür wurden auf Betreiben der Wehrmacht Auffanggesellschaften für Kriegsteilnehmerbetriebe gegründet, die in jedem Gau eine Sammelverwaltung der Handelsbetriebe durchführen sollten, so dass diese jeweils einzelnen Kriegsteilnehmern übertragen werden könnten. Die Dresdner Bank und die Commerzbank in Sosnowitz stellten 1942 über 2,3 Millionen Reichsmark bereit und waren damit die Hauptbankverbindungen der Auffanggesellschaft für Kriegsteilnehmerbetriebe des Handels in Oberschlesien GmbH, die die beschlagnahmten polnischen und jüdischen Handelsunternehmen zentral verwaltete und nach Kriegsende an Wehrmachtssoldaten zu veräußern beabsichtigte. Diese Kreditinstitute erhielten umfassende Kenntnisse vom Umfang des enteigneten jüdischen Eigentums.
Gauleiter Arthur Greiser äußerte schon frühzeitig Zweifel an der erwarteten Zahl siedlungswilliger Frontsoldaten; es würden wohl mehr Bauern- und Handwerkerstellen angeboten, als von Frontsoldaten wirklich nachgefragt. Die zu verteilende Zahl wurde zugunsten der Umsiedler bis Anfang 1942 um weitere 2.000 auf zuletzt etwa 3.000 Betriebe reduziert.
Die Auffanggesellschaften wandelten die übernommenen polnischen Betriebe, teilweise unter Einsatz der ehemaligen Besitzer als Angestellte, zu funktionierenden Filialunternehmen. Bis Mitte 1944 konnten aber kriegsbedingt nur 120 Betriebe an Kriegsteilnehmer übergeben werden.

## Die Auffanggesellschaften
Nachdem Franz Hayler als Leiter der Reichsgruppe Handel Anfang 1941 die Auffanggesellschaft für Kriegsteilnehmerbetriebe des Handels in Oberschlesien GmbH gegründet hatte, wurde er vom Leiter der Haupttreuhandstelle Ost Max Winkler beauftragt in den angegliederten Reichsgauen weitere Auffanggesellschaften zu gründen.
| Auffanggesellschaft        | Kattowitz       | Posen        | Gotenhafen   | Zichenau      |
| gegründet                  | 27. Januar 1941 | 6. März 1941 | 6. März 1941 | 12. Juni 1941 |
| Gefolgschaft (Mitarbeiter) | 3.245           | 3.894        | 709          | 460           |
| Anteil Nichtdeutsche       | 54 %            | 83 %         | 52 %         | 87 %          |

Die Handelsaufbau Ost GmbH der Haupttreuhandstelle Ost übernahm ab 2. September 1943 das Stammkapital und wurde zur Dachgesellschaft.